# خوسيه بارا مارتينيز
خوسيه بارا مارتينيز (بالإسبانية: Josep Parra i Martínez) (مواليد 28 أغسطس 1925) هو لاعب كرة قدم. يلعب مع منتخب إسبانيا لكرة القدم. سبق له أن لعب في كأس العالم لكرة القدم مع منتخب بلاده.

## روابط خارجية
- خوسيه بارا مارتينيز على موقع الاتحاد الدولي (مؤرشف)  (الإنجليزية)
- خوسيه بارا مارتينيز على موقع قاعدة بيانات كرة القدم.إي يو (الإنجليزية)
- خوسيه بارا مارتينيز على موقع ناشيونال فوتبول تيمز (الإنجليزية)
- خوسيه بارا مارتينيز على موقع Soccerway.com (الإنجليزية)
- خوسيه بارا مارتينيز على موقع عالم كرة القدم.نت (الإنجليزية)